# Degen (Grisons)
Vals és un municipi del cantó dels Grisons (Suïssa), situat al districte de Surselva.

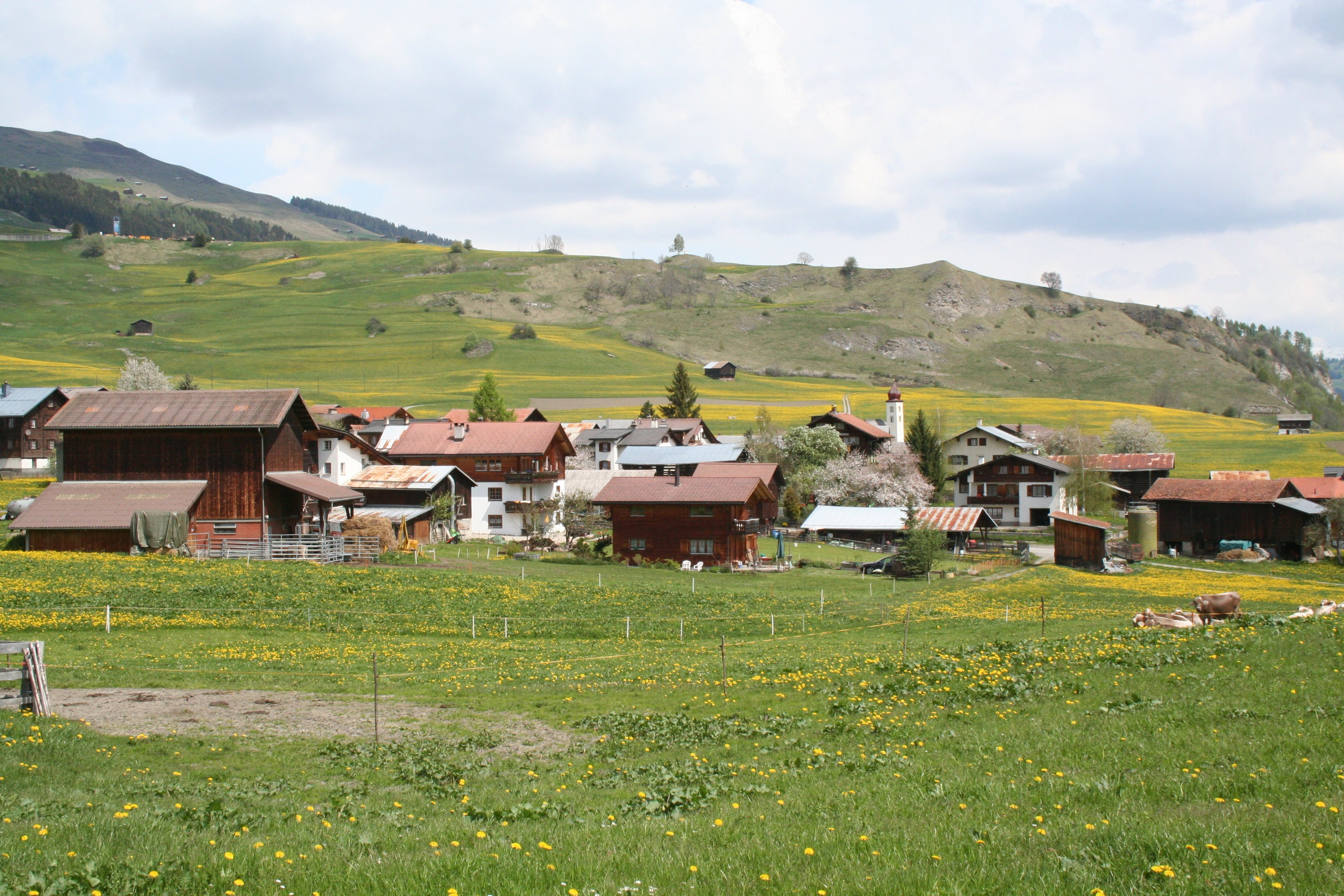
Vista general